# 福美鋅
二甲基二硫代氨基甲酸锌（英語：Zinc dimethyldithiocarbamate，福美鋅）是一个锌与二甲基二硫代氨基甲酸的配合物，是一种淡黄色的固体，通常作为杀真菌剂使用，也用于橡胶的硫化和其他工业应用。
它可由二甲胺盐酸盐、氢氧化钠和二硫化碳混合搅拌，再与硫酸锌在水中反应制得。